# 陳功亮
陳功亮（Chen Kung-Liang，1964年3月6日—）是一名前台灣現代五項運動員，曾參加1984年夏季奧林匹克運動會，以4187分的成績獲得第48名。之後加入中華民國紅十字會，協助救災等工作。